# Hassan Rahnavardi
Mohammad Hassan Rahnavardi (in persiano  محمد حسن رهنوردی‎; Tabriz, 23 giugno 1927 – 4 settembre 2023) è stato un sollevatore iraniano medagliato mondiale, che ha gareggiato in tre categorie: medi, massimi leggeri e mediomassimi.

## Biografia
Laureato all'Università di Teheran come medico chirurgo dentista, continuò gli studi negli Stati Uniti dove acquisì il Master of Public Health all'Università Johns Hopkins e l'attestato di Doctor of Public Health all'Università Tulane.
Come sollevatore vinse due medaglie d'oro ai Giochi asiatici del 1951 e del 1958, conquistò tre bronzi e un argento ai campionati mondiali dal 1949 al 1957 e partecipò a due edizioni dei Giochi olimpici: a Helsinki nel 1952 e a Melbourne nel 1956, piazzandosi in entrambi i casi al quarto posto. In seguito fece parte per cinque anni del Comitato olimpico nazionale e fu responsabile della squadra dei sollevatori che partecipò ai Giochi olimpici di Città del Messico del 1968 e di Monaco di Baviera del 1972.
Si dedicò in seguito, prima dell'avvento della repubblica islamica, alla carriera politica come componente dell'Assemblea consultativa nazionale a Sari e a Teheran; fu deputato nel Ministero dell'educazione sportiva e governatore della Provincia di Yazd.
È scomparso nel settembre del 2023 all'età di 96 anni.